# مردونه بپذیرش (آلبوم باچر بیبیز)
| بررسی انتقادی | بررسی انتقادی |
| منبع          | رتبه‌بندی      |
| ------------- | ------------- |
| متال همر      | [ ۲ ]         |

مردونه بپذیرش (به انگلیسی: Take It Like a Man) دومین آلبوم استودیویی از گروهٔ موسیقی هوی متال آمریکایی باچر بیبیز می‌باشد که در ۲۱ اوت سال ۲۰۱۵ از سوی سنچری مدیا رکوردز منتشر گردید.

## تاریخچه
گروه در ۵ نوامبر سال ۲۰۱۴ اعلام کرد که کار روی دومین آلبوم استودیویی‌شان را آغاز نموده‌اند. روند تولید آلبوم در ۳ آوریل سال ۲۰۱۵ به پایان رسید. اعضای گروه اعلام کردند که این آلبوم بازگشتی به ریشه‌های ترش متال آن‌ها خواهد بود. همچنین مشخص شد که آلبوم شامل نسخهٔ بازضبط‌شده‌ای از نخستین تک‌آهنگشان در سال ۲۰۱۰ با نام «دختران بلوند همه یک‌جورند» نیز خواهد بود.
گروه در ۱۰ ژوئن سال ۲۰۱۵ عنوان آلبوم جدیدشان را مردونه بپذیرش اعلام کردند و همزمان نخستین تک‌آهنگ آلبوم با نام «مهمانی هیولا» را منتشر کردند؛ در حالی که در ابتدا قرار بود آهنگ «هیچ‌گاه برنگرد» به‌عنوان تک‌آهنگ اصلی منتشر شود. گروه همچنین فاش کرد که ناشر و مدیر برنامه‌ها با عنوان و طرح جلد آلبوم موافق نبودند و اعضای گروه برای حفظ آن‌ها مجبور به مبارزه شدند. خوانندهٔ گروه، کارلا هاروی در مورد عنوان آلبوم گفت:
| «            | ما هرکدوم‌مون از جایگاه‌ها و پیشینه‌های متفاوتی میایم، اما هر عضو این گروه برای اینکه تبدیل به کسی بشه که امروز هست، مجبور بوده بجنگه. این همون اساس اصلی این آلبومه. موضوع، جنسیت نیست. موضوع اون نیروی درونی‌ایه که باید پیداش کنی تا بتونی خودتو جمع‌وجور کنی و با هر شرایطی که هست، به حرکت کردن ادامه بدی. | » |
| —کارلا هاروی | |   |

گروه در ۲۶ ژوئن برای تک‌آهنگ اصلی آلبوم، «مهمانی هیولا» موزیک ویدئو منتشر نمود. آن‌ها در ‍۱۱ ژوئیه ترانهٔ «هیچ‌گاه برنگرد» را به‌عنوان دومین تک‌آهنگ آلبوم منتشر کردند. در اکتبر ۱۹ نیز موزیک ویدئویی برای ترانهٔ «آتش‌زنه» منتشر شد.